# 武泰 (后高句丽)
武泰（904年－905年）是朝鲜半岛后三国後高句麗国王弓裔之年號。

## 紀年、干支、西曆對照表
| 武泰   | 元年  | 二年  |
| ------ | ----- | ----- |
| 儒略曆 | 904年 | 905年 |
| 干支   | 甲子  | 乙丑  |